# Saint-Pryvé-Saint-Mesmin
Saint-Pryvé-Saint-Mesmin è un comune francese di 5 365 abitanti situato nel dipartimento del Loiret nella regione del Centro-Valle della Loira.
Il territorio comunale ospita la confluenza del fiume Loiret con la Loira.

## Monumenti e luoghi d'interesse

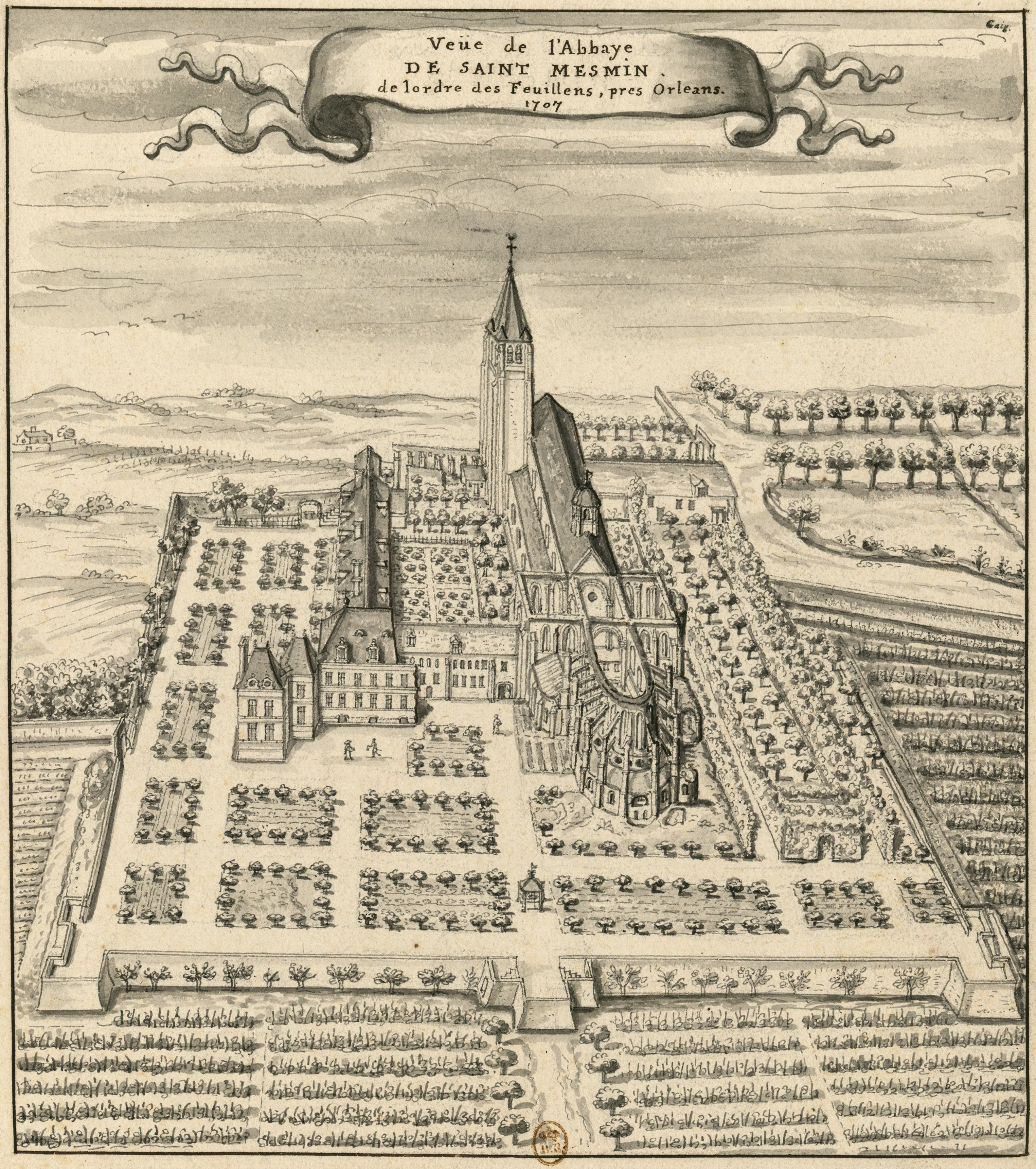
Abbazia di Saint-Mesmin de Micy in un disegno del 1707 di Louis Boudan
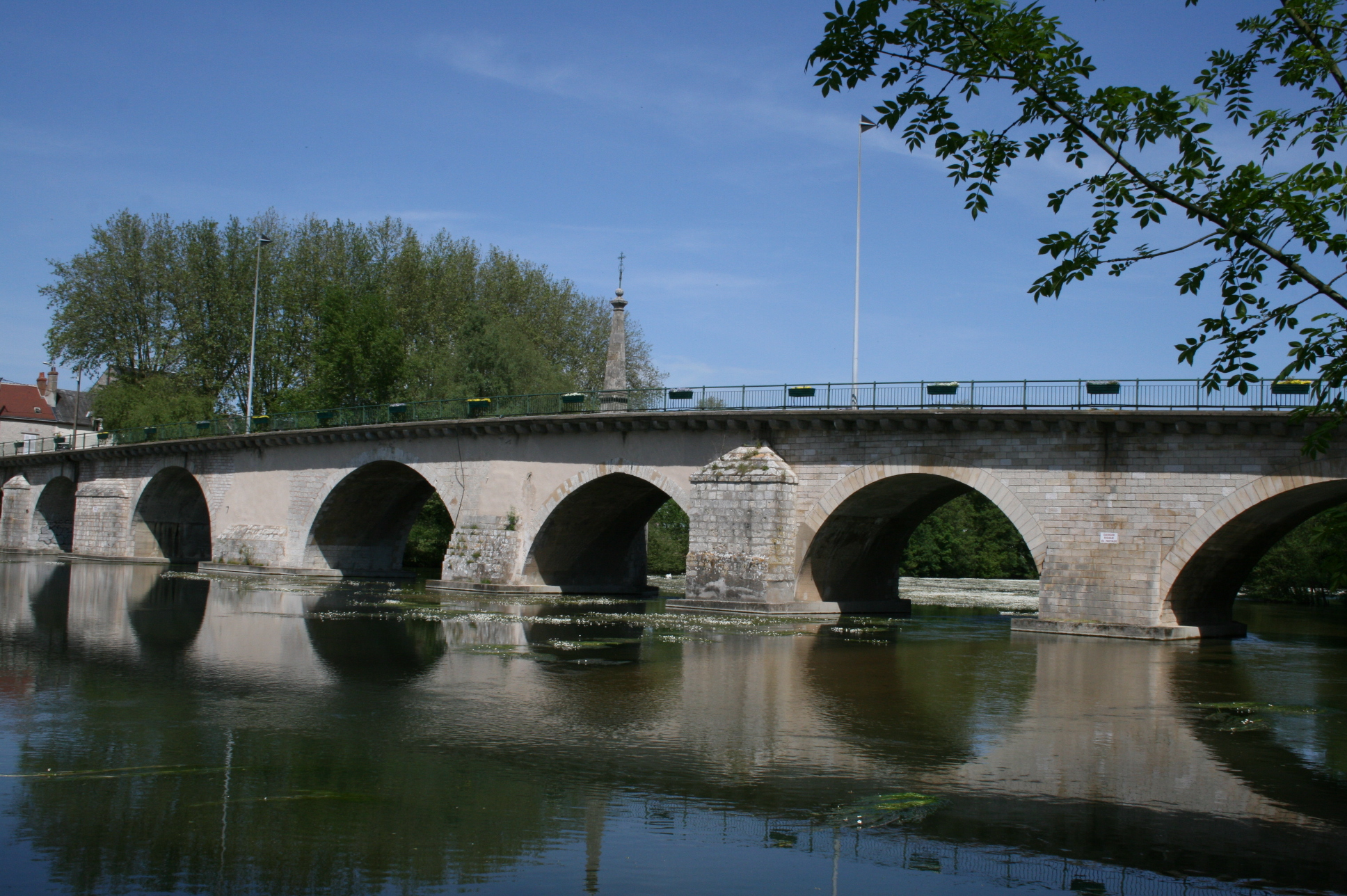
Il ponte Saint-Nicolas.
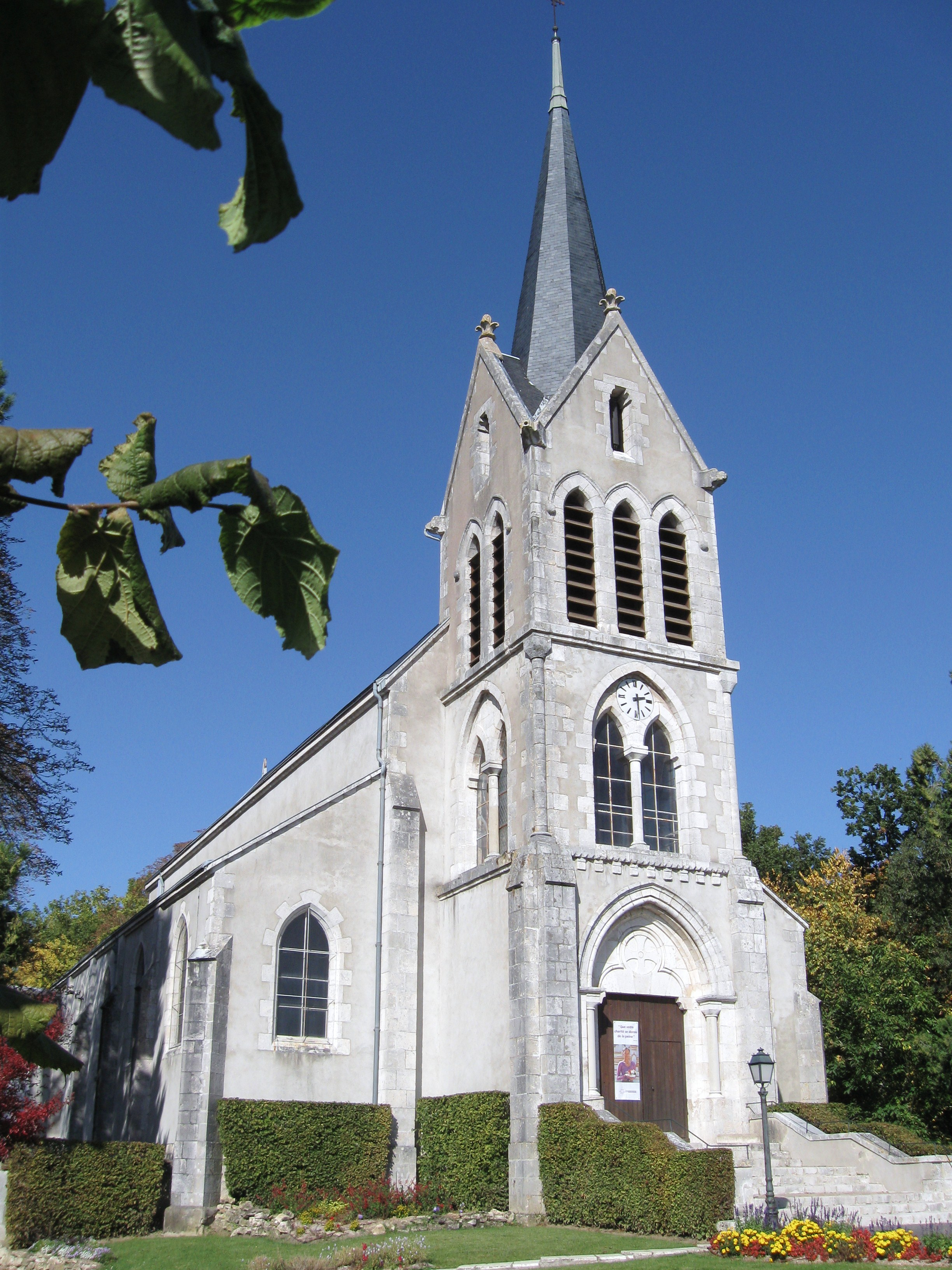
La chiesa di Saint-Pryvé-Saint-Mesmin.

## Società

### Evoluzione demografica
Abitanti censiti